# Saint-Jeannet (Alpes da Alta Provença)
Saint-Jeannet é uma comuna francesa na região administrativa da Provença-Alpes-Costa Azul, no departamento dos Alpes da Alta Provença. Estende-se por uma área de 21,14 km². Em 2010 a comuna tinha 51 habitantes (densidade: 2,4 hab./km²).